# Nhà công cộng
Nhà công cộng là loại nhà dân dụng được thiết kế xây dựng nhằm phục vụ các hoạt động chuyên môn nghề nghiệp, hay để thoả mãn các nhu cầu sinh hoạt văn hoá, tinh thần cũng như vui chơi, giải trí của con người. Đó là các loại nhà trẻ, trường học, cửa hàng, trung tâm công cộng, bên cạnh các công trình còn có một hệ thống không gian công cộng quan hệ rất mật thiết với các công trình cho quần chúng, văn phòng, cơ quan hành chính, bệnh viện, nhà ga, rạp chiếu phim... Các loại hình nhà công cộng bao gồm: cơ quan hành chính và văn phòng; công trình giáo dục và đào tạo, y tế, giao thông, cừa hàng, xí nghiệp ăn uống, thương mại, văn hoá và biểu diễn nghệ thuật, thể thao, dịch vụ đời sống, giao liên, thị chính, các công trình tôn giáo và công trình kỉ niệm.